# Campamento Vespucio
Campamento Vespucio es una localidad argentina del Departamento General José de San Martín, provincia de Salta.
El pueblo nació en 1929 con el nombre de Mina República Argentina al inaugurarse las instalaciones petroleras de YPF.

## Población
Contaba con 1,736 habitantes (Indec, 2001), lo que representa un incremento del 14,3% frente a los 1,516 habitantes (Indec, 1991).

## Defensa Civil

### Sismicidad
La sismicidad del área de Salta es frecuente y de intensidad baja, y un silencio sísmico de terremotos medios a graves cada 40 años.
- Sismo de 1930: aunque dicha actividad geológica catastrófica, ocurre desde épocas prehistóricas, el terremoto del 24 de diciembre de 1930 (94 años),[2] señaló un hito importante dentro de la historia de eventos sísmicos jujeños, con 6,4 Richter. Pero nada cambió extremando cuidados y/o restringiendo códigos de construcción.[1]
- Sismo de 1948: el 25 de agosto de 1948 (76 años) con 7,0 Richter, el cual destruyó edificaciones y abrió numerosas grietas en inmensas zonas[2][1]
- Sismo de 2010: el 27 de febrero de 2010 (15 años) con 6,1 Richter

## Personalidades destacadas
- Chango Nieto (1943-2008) Folklorista argentino.